# دبلیودبلیوئی پی‌بک
پی بک (انتقام) (به انگلیسی: PAYBACK)، یک رویداد غیر رایگان (Pay-Per-View) در کشتی حرفه‌ای می‌باشد که توسط کمپانی دبلیو دبلیو ای تهیه می‌شود. این پی پر ویو اولین بار در تاریخ دبلیو دبلیو ای در سال ۲۰۱۳ برگزار شد و جایگزین پی پر ویو بدون راه خروج (No Way Out) که تا سال ۲۰۱۲ برگزار می‌شد، گردید. پی پر ویو انتقام بعد از پی پر ویو اکستریم رولز و قبل از پی پر ویو مانی این د بنک برگزار می‌شود.

## لیست رویدادها
| نام رویداد  | تاریخ        | شهر                | مکان برگزاری   | مهم‌ترین مسابقه |
| ----------- | ------------ | ------------------ | -------------- | --- |
| پی‌بک (۲۰۱۳) | ۱۶ ژوئن ۲۰۱۳ | Rosemont, Illinois | Allstate Arena | جان سینا (برنده) در مقابل رایبک در یک مسابقه ۳ ایستگاه جهنم                                                                                                 |
| پی‌بک (۲۰۱۴) | June 1, 2014 | Rosemont, Illinois | Allstate Arena | گروه حفاظ (دین امبروز، سِث رالینز و رومن رینز) (برنده) در مقابل گروه تحول (تریپل اچ، رندی اورتن و باتیستا) در یک مسابقه تگ تیم نابودی شش نفره بدون رد صلاحیت |